# Ubaldo Santana
Ubaldo Ramón Santana Sequera FMI (ur. 16 maja 1941 w Cagua) – wenezuelski duchowny katolicki, arcybiskup Maracaibo w latach 2000–2018.

## Życiorys
12 października 1968 otrzymał święcenia kapłańskie. Był m.in. krajowym koordynatorem diakonów stałych.
4 kwietnia 1990 został mianowany biskupem pomocniczym archidiecezji Caracas ze stolicą tytularną Caeciri. Sakry biskupiej udzielił mu 27 maja 1990 ówczesny arcybiskup Caracas - kardynał José Lebrún Moratinos.
2 maja 1991 został mianowany biskupem ordynariuszem diecezji Ciudad Guayana.
11 listopada 2000 papież Jan Paweł II mianował go arcybiskupem metropolitą Maracaibo.
24 maja 2018 przeszedł na emeryturę.